# Oscar Küntzel
Oscar Rudolph Küntzel (* 26. September 1834 in Meseritz; † 15. April 1914 in Berlin) war Vorsitzender der 2. BGB-Kommission, Unterstaatssekretär im Justizministerium und Präsident des Oberlandesgerichts Marienwerder.

## Leben
Der Sohn eines Kreisgerichtsrats aus Meseritz legte 1854 das Abitur am Friedrich-Wilhelm-Gymnasium zu Posen ab und wollte in Bonn Jura studieren. Er bestand 1859 die Referendarprüfung und 1861 das große juristische Staatsexamen. Danach wurde er als Gerichtsassessor beim Appellationsgericht in Posen verwendet. 1864 wurde er zum Kreisrichter in Samter berufen und dann nach Schroda versetzt. 1871 beförderte man ihn zum Kreisgerichtsrat. 1875 kam er als Stadtgerichtsrat an das Stadtgericht Berlin. Mit den Reichsjustizgesetzen firmierte er als Landgerichtsrat am Landgericht Berlin I. Kammergerichtsrat wurde er 1881. 1885 kam er in das preußische Justizministerium und wurde zum Geheimen Justizrat und Vortragenden Rat ernannt. Zugleich wurde er Mitglied der Justizprüfungskommission. 1889 folgte die Ernennung zum Geheimen Oberjustizrat. 1890 schaffte er es, Mitglied der 2. BGB-Kommission zu werden und bekam das Referat über das Sachenrecht. Nach dem Tod Hanauers wurde er 1893 Vorsitzender der Kommission und bekam 1894 den dazu passenden Titel Wirklicher Geheimer Oberjustizrat verliehen. Nach Abschluss der Arbeiten 1896 folgte die Ernennung zum Präsidenten des Oberlandesgerichts Marienwerder. Die Stellung nahm er nicht wahr, da er im preußischen Justizministerium die Ausarbeitung der preußischen Ausführungsgesetzen zum BGB leitete. 1900 verblieb er endgültig im Ministerium, indem er zum Unterstaatssekretär ernannt wurde. 1902 wurde ihm das Prädikat Exzellenz verliehen. Von 1903 bis 1914 war er zugleich Präsident des Disziplinarhofs für nichtrichterliche Beamte. Anlässlich seines Ruhestands am 1. Juni 1913 wurden ihm Brillanten zum Roten Adlerorden mit Eichenlaub verliehen. Er war Mitherausgeber von Julius Albert Gruchots „Beiträge zur Erläuterung des Deutschen Rechts“ und besaß Ehrenpromotionen der Universitäten Halle und Königsberg.
Sein Sohn Georg Küntzel (1870–1945) war Historiker und Rektor in Frankfurt am Main.